# Maomé ibne Iacube Alculaini
Abu Jafar Maomé ibne Iacube ibne Ixaque Alculaini Arrazi (em persa: محمد بن یعقوب بن اسحاق کلینی رازی; em árabe: أَبُو جَعْفَر مُحَمَّد ٱبْن يَعْقُوب ٱبْن إِسْحَاق ٱلْكُلَيْنِيّ ٱلرَّازِيّ; romaniz.: Abū Jaʿfar Muḥammad ibn Yaʿqūb ibn Isḥāq al-Kulaynī ar-Rāzī); c. 250 AH/ 864 EC – 329 AH/941 EC) foi um persa xiita colecionador de hádices.